# Acueducto de Los Arcos (Calanda)
El acueducto de Los Arcos de Calanda (Aragón, España) está situado a un kilómetro al SE del conjunto urbano, junto al río Guadalopillo, en la partida denominada de Los Arcos. 

## Historia
La fecha de su construcción no está clara, lo que ha generado cierta incertidumbre entre los historiadores a la hora de catalogarlo, existiendo fuentes que lo sitúan en la época romana y, otras, más frecuentes, en la árabe. Sin embargo, la primera fuente escrita en la que aparece mencionado data del siglo XVII, tal y como lo describe el cartógrafo portugués Juan Bautista Labaña en su Itinerario del Reyno de Aragón (1610-1611).

## Descripción
El acueducto, construido en piedra sillar, está destinado a la conducción de agua de riego y consta de cinco grandes arcos de medio punto. Con una longitud de unos 100 metros y una anchura aproximada de 2 metros, constituye una de las obras hidráulicas más importantes de la provincia de Teruel.